# Diego Klein
Diego Franco Klein conocido artísticamente como Diego Klein (Ciudad de México, 8 de septiembre de 1988) es un actor de cine y televisión mexicano.

## Biografía
Nació en la Ciudad de México en 1988 dentro de seno de una familia con inclinaciones artísticas; su madre es pintora, su padre escritor y su hermana fotógrafa. Estudió filosofía, pero su anhelo de ser actor lo impulsó a emigrar a España para formarse. Estudió en la Escuela de Teatro Cristina Rota en Madrid entre 2013 y 2016. Durante su estadía en el país ibérico participó en diversas producciones televisivas, debutando en la serie Centro médico (2016) y continuó con apariciones en Velvet Colección (2017) y Fugitiva (2018).
En 2019, regresó a México para continuar su carrera actoral, participando en las series de televisión, Preso No. 1 (2019) y Los ricos también lloran (2022), así como en las cintas, Coda 77 (2021) y ¡Qué despadre! (2022).
Protagonizó junto a Macarena García la telenovela Mi secreto (2022), interpretando el personaje de "Mateo Miranda". Posteriormente ha tenido participaciones en series de televisión y telenovelas como Playa Soledad (2023), Vuelve a mí (2023) y La historia de Juana (2024). Así mismo ha aparecido en filmes como El elixir del amor (2024), Las Tías (2024) y Loco por ella (2025).
En 2025 protagonizó junto con Angélica Rivera e Iván Sánchez, la serie web Con esa misma mirada.

## Filmografía

### Televisión
| Año     | Título                   | Personaje          | Nota          |
| ------- | ------------------------ | ------------------ | ------------- |
| 2016    | Centro médico            | Gorka              | 1 episodio    |
| 2017    | Velvet Colección         | Cura               | 1 episodio    |
| 2018    | Fugitiva                 |                    | 2 episodios   |
| 2019    | Preso No. 1              | El Tuerto          | 36 episodios  |
| 2020-21 | Servir y proteger        | Ángel Moreno       | 28 episodios  |
| 2022    | Los ricos también lloran | Santiago Hinojosa  | 60 episodios  |
| 2022-23 | Mi secreto               | Mateo Miranda      | 120 episodios |
| 2023    | Mala fortuna             | Federico Urquiza   | 8 episodios   |
| 2023    | Playa Soledad            | Rafael Parbus      | 14 episodios  |
| 2023    | Vuelve a mí              | Jacinto Bermúdez   | 40 episodios  |
| 2024    | Mujeres asesinas         | Milton             | 1 episodio    |
| 2024    | La historia de Juana     | Francisco de Armas | 3 episodios   |
| 2025    | Con esa misma mirada     | Pablo Casas        | 8 episodios   |

### Cine
| Año   | Título             | Personaje           | Nota |
| ----- | ------------------ | ------------------- | ---- |
| 20121 | Coda 77            | Matías              |      |
| 2022  | ¡Qué despadre!     | Inversionista Serio |      |
| 2024  | El Elixir del amor | Diego               |      |
| 2024  | Las Tías           | Ernesto             |      |
| 2025  | Loco por ella      | Álvaro              |      |